# Miodrag Ilic
Miodrag Ilic (szerbül: Miodrag Ilić) Belgrád, 1934 –) szerb dráma- és regényíró, publicista, televíziós műsorvezető és forgatókönyvíró.

## Élete és munkássága
A szerb irodalmi és színházi élet szerves tagja. A Belgrádi Drámaszínház vezetője és a Belgrádi Nemzeti Színház igazgatója volt. Összesen 33 színpadi szöveget írt, melyek többségét Jugoszlávia-szerte bemutatták, néhány pedig antológiákban és önálló kötetekben került kiadásra.
2014-ben kiadta történelmi személyekről szóló válogatott színpadi műveit Nagy emberek drámái címen (Albatros plus, Belgrád).
Ezen alkotások – csakúgy, mint a szerző egész opusa – a kortárs folyamatokat, továbbá az ember és élet univerzális kérdéseit tükrözik.
A Casanova Don Juan ellen című mélabús vígjátéka bekerült a Kortárs szerb irodalom antológiájába (Zepter World Book, Belgrád, 2018).
Számos televíziós műsor, film- és rádiódráma forgatókönyvírója.
Jugoszlávia, majd Szerbia országos közszolgálati televíziójának munkatársaként dokumentumfilm-sorozatokat forgatott.

## Magyar nyelven megjelent művei
- Casanova Don Juan ellen (Kazanova protiv Don Žuana)[1]

## Kritikák
- „Drámái formai, szerkezeti és nyelvi, és – talán főként – értelmiségi, humánus pártfogás szempontjából kifogástalanok.” Prof. dr Miroslav Stojanović: Társadalmi pártfogás Miodraga Ilić drámájában – GRADINA folyóirat, Niš[2]
- „Miodrag Ilić Nagy emberek drámái távol áll az egyszerű drámai szerkezetű életrajzoktól... ezek problémákat felvető drámák, melyekben különböző erkölcsi, filozófiai és politikai problémákkal foglalkozik... Ilić a szerb- és világirodalom azon irányzatának tagja, amelyben az alapvető az alapvető intonációt olyan írók adták, akik a múlt számos nagy emberét közel hozták napjainkhoz, olyan drámaírók, mint Bertold Brecht (Galilei élete), Jean Anouilh (Becket), Miroslav Krleža (Michelangelo Buonarotti, Kolumbusz Kristóf), Albert Camus (Caligula), Jean-Louis Barrault (Rabelais), Rolf Hochhuth (A helytartó)...”  Dr Raško Jovanović: Nušić, mint drámahős – Pečat napilap[3]

## Dokumentumfilm-sorozatai
- Médiabirodalmak (Medijske imperije)
- Quo vadis, világ? (Quo vadis, svete?)[4]
- Szebb világért (Za bolji svet)
- A demokrácia kihívásai (Izazovi demokratije)

## Regényei
- Hol van az utca vége (Gde je kraj ulice)
- Elfújta a kosava szél (Prohujalo sa košavom)
- A szerelem neve Vanda (Ljubav se zove Vanda)
- Amszterdami kirándulás (Izlet u Amsterdam) - novellagyűjtemény

## Díjai, elismerései[5]
- Velencei Filmfesztivál Arany Oroszlán díj
- Belgrádi Vízalatti Filmfesztivál fődíja
- Antibes-i Filmfesztivál különdíja
- Nagojai Televíziós Fesztivál különdíja
- Arany Toll díj
- kétszeres Branislav Nušić-díj